# Titularbistum Iomnium
Iomnium (ital.: Giomnio) ist ein Titularbistum der römisch-katholischen Kirche.
Die in Nordafrika gelegene Stadt Iomnium, das heutige Tigzirt in Algerien, war ein alter römischer Bischofssitz, der im 7. Jahrhundert mit der islamischen Expansion unterging. Er lag in der römischen Provinz Numidien.
| Titularbischöfe von Iomnium |                                                      |                                                   |                   |                   |
| Nr.                         | Name                                                 | Amt                                               | von               | bis               |
| 1                           | Ramón José Castellano Titularerzbischof pro hac vice | emeritierter Erzbischof von Córdoba (Argentinien) | 19. Januar 1965   | 20. Dezember 1970 |
| 2                           | Juan Rodolfo Laise OFMCap                            | Koadjutorbischof von San Luis (Argentinien)       | 5. April 1971     | 6. Juli 1971      |
| 3                           | Henrique Froehlich SJ                                | Prälat von Diamantino (Brasilien)                 | 29. November 1971 | 26. Mai 1978      |
| 4                           | Rubén Héctor di Monte                                | Weihbischof in Avellaneda (Argentinien)           | 13. Juni 1980     | 24. März 1986     |
| 5                           | Fabio Suescún Mutis                                  | Weihbischof in Bogotá (Kolumbien)                 | 3. Mai 1986       | 20. November 1993 |
| 6                           | Armando Brambilla                                    | Weihbischof in Rom (Italien)                      | 25. März 1994     | 24. Dezember 2011 |
| 7                           | Jaime Calderón Calderón                              | Weihbischof in Zamora (Mexiko)                    | 5. Juli 2012      | 7. Juli 2018      |
| 8                           | Guillermo Caride                                     | Weihbischof in San Isidro (Argentinien)           | 26. Oktober 2018  | 22. Februar 2024  |
| 9                           | Alejandro Díaz García                                | Weihbischof in Bogotá (Kolumbien)                 | 26. März 2024     |                   |